# Johann Theile
Johann Theile (ur. 29 lipca 1646 w Naumburgu, pochowany 24 czerwca 1724 tamże) – niemiecki kompozytor, pedagog i teoretyk muzyki.

## Życiorys
Był uczniem Johanna Schefflera, kantora w Magdeburgu. W latach 1666–1672 studiował prawo na Uniwersytecie w Lipsku, uczył się też kompozycji w Weißenfels u Heinricha Schütza. W 1673 roku przebywał w Lubece, gdzie nawiązał znajomość z Dietrichem Buxtehudem i Johannem Adamem Reinckenem, w tym samym roku otrzymał posadę kapelmistrza na dworze księcia Chrystiana Albrechta w Gottorp. Między 1675 a 1685 rokiem przebywał w Hamburgu, gdzie w 1678 roku na otwarcie Oper am Gänsemarkt wystawił swoją operę Adam und Eva. Od 1685 do 1691 roku pełnił funkcję kapelmistrza w Wolfenbüttel. W latach 1691–1694 był kapelmistrzem na dworze księcia Chrystiana I w Merseburgu. W późniejszym okresie przebywał w Halle, ostatnie lata życia spędził w Naumburgu.

## Twórczość
Przez współczesnych uważany był za autorytet w dziedzinie kontrapunktu. Należał do przedstawicieli protestanckiej muzyki religijnej, w swojej Pasji według św. Mateusza wprowadził jako jeden z pierwszych teksty spoza Ewangelii. Pisał też opery w języku niemieckim podejmujące tematykę religijną i mitologiczną, zachowały się z nich jednak tylko same libretta.
Był autorem prac teoretycznych Musikalisches Kunst-Buch, Curieuser Unterricht von den gedoppelten Contrapuncten, Contrapuncta praecepta, Von den dreifachten Contrapuncten, Gründlicher Unterricht von den gedoppelten Contrapuncten i Von dem vierfachen Contrapunct alla octava. Wszystkie z nich pozostały w rękopisach.

## Wybrane kompozycje
(na podstawie materiałów źródłowych)

### Utwory sceniczne
- Adam und Eva, oder Der erschaffene, gefallene und auffgerichtete Mensch (wyst. Hamburg 1678)
- Orontes (wyst. Hamburg 1678)
- Die Geburth Christi (wyst. Hamburg 1681)

### Utwory wokalne

#### Religijne
- Pars prima missarum na 4 głosy i basso continuo (1673)
- Passio nach dem Heiligen Evangelisten Matthäo na 4 głosy, 4 viole i basso continuo (1673)
- liczne msze
- 7 psalmów
- motety

#### Świeckie
- Weltlicher Arien und Canzonetten erstes, anderes und drittes Zehen na 1, 2 i 4 głosy, 4 viole i basso continuo (1667)

### Utwory instrumentalne
- Sonata na 2 skrzypiec, puzon, fagot i basso continuo
- Sonata na skrzypce, 2 altówki, violone i basso continuo